# Broussonetia
Broussonetia é um género botânico pertencente à família Moraceae.

## Espécies
O género Broussonetia tem 6 espécies:
- Broussonetia harmandii
- Broussonetia integrifolia
- Broussonetia kaempferi
- Broussonetia kazinoki
- Broussonetia papyrifera
- Broussonetia × hanjiana